# Joseph H. Lewis

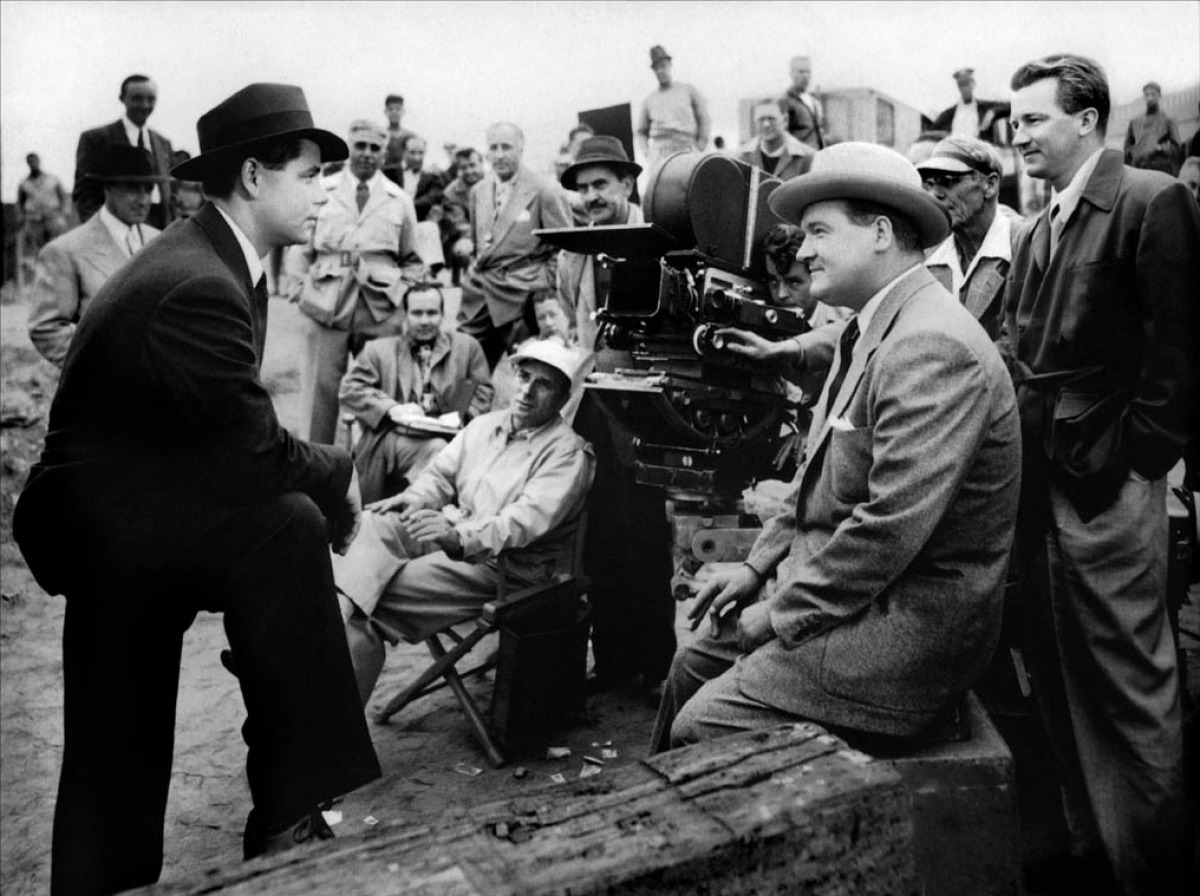
Joseph H. Lewis (Mitte, in der zweiten Reihe) mit Glenn Ford bei Dreharbeiten 1949

Joseph Harold Lewis (* 6. April 1907 in New York; † 30. August 2000 in Santa Monica, Kalifornien) war ein US-amerikanischer Filmregisseur.

## Leben
Lewis, der Sohn russisch-jüdischer Immigranten, ging im Alter von 25 Jahren nach Hollywood und drehte ab 1937 eine Reihe von B-Movies in verschiedenen Genres, bevor er mit den Film noirs Mein Name ist Julia Ross, Gefährliche Leidenschaft und Geheimring 99 vorübergehend Aufmerksamkeit erregte. Zwar wurden Gefährliche Leidenschaft und Geheimring 99 bei Kinostart unter anderem wegen ihres merklich geringen Budgets teils kritisch beurteilt, retrospektiv jedoch mehrheitlich zu Klassikern erklärt. 1998 wurde Gefährliche Leidenschaft als „kulturell, historisch oder ästhetisch bedeutsam“ in das National Film Registry der Library of Congress aufgenommen.
Nach Geheimring 99 kehrte Lewis zu „Routine-Billigprodukten“ (Foster Hirsch) zurück. Von 1958 an arbeitete Lewis ausschließlich als Regisseur von Fernsehserien.

## Filmografie (Auswahl)
- 1935: Fünf Jahre und ein Tag danach (Tumbling Tumbleweeds) (Schnittüberwachung)
- 1937: Der Überfall auf den Goldexpress / Faustrecht am Rio Grande (Courage of the West)
- 1941: Invisible Ghost
- 1942: The Mad Doctor of Market Street
- 1943: Bombs Over Burma
- 1944: Minstrel Man
- 1945: Mein Name ist Julia Ross (My Name Is Julia Ross)
- 1946: So Dark the Night
- 1948: Blutfehde (The Swordsman)
- 1948: Ein Pferd namens October (The Return of October)
- 1949: Alarm in der Unterwelt (The Undercover Man)
- 1950: Gefährliche Leidenschaft (Gun Crazy)
- 1950: A Lady Without a Passport
- 1952: Feuerschutz für Stoßtrupp Berta (Retreat, Hell!)
- 1953: Schrei des Gejagten (Cry of the Hunted)
- 1955: Ein Mann wie der Teufel (The Lawless Street)
- 1955: Geheimring 99 (The Big Combo)
- 1956: Die siebte Kavallerie (7th Cavalry)
- 1957: Von Rache getrieben (The Halliday Brand)
- 1958: Sturm über Texas (Terror in a Texas Town)